# Мьянма на летних Олимпийских играх 2008
Мьянма принимала участие в Летних Олимпийских играх 2008 года в Пекине (Китай) в пятнадцатый раз за свою историю, но не завоевала ни одной медали. Сборную страны представляло 6 спортсменов, в том числе 2 женщины.